# Шерон, Андре
Андре́ Шеро́н (фр. André Chéron, 25 сентября 1895, Коломб, Франция — 12 сентября 1980, Лезен (Leysin), Швейцария) — французский шахматист, теоретик шахмат и шахматный композитор-этюдист. Международный мастер (1959) и международный арбитр (1957) по шахматной композиции.

## Биография
Трижды был шахматным чемпионом Франции (1926, 1927, 1929). В 1927 году играл в составе французской команды на Шахматной олимпиаде. В чемпионате мира ФИДЕ среди любителей (1928) он занял 9-е место из 16.
После войны, по совету врачей (лёгочное недомогание) поселился в Швейцарии; часть своих классических трудов написал в местном санатории. Шерон считается одним из крупнейших аналитиков эндшпиля. Он опубликовал фундаментальный справочник в четырёх томах, первое издание которого вышло в 1952 году на французском и немецком языках, а второе, дополненное — на немецком («Lehr- und Handbuch der Endspiele») в 1962—1970 годах. Редактировал шахматные разделы во многих печатных изданиях Франции и Швейцарии.
С 1923 года опубликовал несколько сот этюдов и ряд задач. Он включил некоторые собственные этюды, имеющие практическую ценность, в свои руководства по эндшпилю.
Сформулировал так называемое «Правило Шерона» (или «правило пяти») для окончаний вида «ладья и пешка против ладьи». Правило действует в следующих ситуациях:
- пешка ещё не перешла демаркационную линию;
- король слабейшей стороны отрезан от пешки;
- ладья атакует пешку с фронта.

Правило гласит:
Если номер ряда, в котором расположена пешка, в сумме с числом вертикалей, отделяющих её от короля слабейшей стороны, не превышает 5, то позиция ничейная. Если превышает, то пешка проходит в ферзи.
Впервые сформулировано А. Шероном в 1927 году для центральной или слоновой пешек. Для позиций с коневой пешкой Шерон сформулировал аналогичное «правило шести», но, как показал анализ Н. Григорьева (1936), в ряде случаев это правило не выполняется.
В 1940 году он совместно с Эмилем Борелем написал популярное руководство по математической теории бриджа.

## Основные труды
- La Fin de partie, Aigle, 1923.
- Traité complet d'échecs, Bruxelles, 1927.
- Manuel d'échecs du débutant, Paris, 1928.
- Initiation au problème d'échecs stratégique, Paris, 1930.
- Miniatures stratégiques françaises, Nancy - Strasbourg - Paris, 1936.
- Les Échecs artistiques, P., 1934, 1957, 1971.
- Traité complet d'échecs, Paris, 1939.
- Nouveau manuel d'échecs du débutant.
- Nouveau traité complet d'échecs, Lille, 1952.
- Lehr- und Handbuch der Endspiele, В.- Frohnau, 1952 (первое издание).
- Lehr- und Handbuch der Endspiele (второе издание).
  - Том 1 (2. Auflage), Leysin (Schweiz) August 1960, ISBN 3-88086-081-5.
  - Том 2 (2. Auflage), Leysin (Schweiz) September 1964, ISBN 3-88086-082-3.
  - Том 3 (2. Auflage), Leysin (Schweiz) März 1969, ISBN 3-88086-083-1.
  - Том 4, Leysin (Schweiz) Mai 1970, ISBN 3-88086-084-X.